# 2018年中国大陆
| 中国历史 / 中国历史年表 |
| 世紀： 20世纪中国 / 21世纪中国 / 22世纪中国 |
| 年代： 1980年代中国大陆 / 1990年代中国大陆 / 2000年代中国大陆 / 2010年代中国大陆 / 2020年代中国大陆 / 2030年代中国大陆 / 2040年代中国大陆                     |
| 年份： 2014年中国大陆 / 2015年中国大陆 / 2016年中国大陆 / 2017年中国大陆 / 2018年中国大陆 / 2019年中国大陆 / 2020年中国大陆 / 2021年中国大陆 / 2022年中国大陆 |
| 纪年： 戊戌年（狗年）、中华人民共和国成立69周年 |

## 国家领导人

### 最高领导人
- 中共中央总书记：习近平

### 国家元首
- 国家主席：习近平
  - 国家副主席：李源潮 → 王岐山

### 政府首脑
- 国务院总理：李克强
  - 国务院副总理：张高丽、刘延东、汪洋、马凯 → 韩正、孙春兰、胡春华、刘鹤

### 立法机关
- 全国人大常委会委员长：张德江 → 栗战书

### 统战机关
- 全国政协主席：俞正声 → 汪洋

### 监察机关
- 国家监察委员会主任：杨晓渡

## 大事记
2018年中國：1月 - 2月 - 3月 - 4月 - 5月 - 6月 - 7月 - 8月 - 9月 - 10月 - 11月 - 12月

### 1月
- 1月2日：中央芭蕾舞团不服北京西城法院对其与《红色娘子军》原作者间的版权纠纷的裁决，发布公开声明，拒绝支付版权费并指责法院未维护其利益[1]。
- 1月3日：河南一家建筑公司的多名员工向江蘇電視台爆料 ，指他们在租住南京建邺区內住宅單位期間，在出租房夾钱搭伙吃饭以節省工程項目籌備開支，却被建邺区市场监管局认定为无证从事食品经营，於上年12月被处以15万多元的罚款[2]。
- 1月4日：
  - 中国大陆启用靠近台灣海峽中線的M503航道的北上航線，該航線位于上海飞行情报区内[3]，距海峽中線最近約7.8公里，国务院台湾事务办公室发言人马晓光表示设立及启用该航路全属大陆民航空域管理工作，本无需与台方沟通，但大陆空管部门仍向台方进行了通报，呼吁台方正确看待，不要借机做文章，干扰或破坏两岸关系，而航道设计时已避开金门、马祖往返台湾航线[4]；台灣陸委會提出不滿及抗議[5]，又約談4家使用了航道的大陸及香港的航空公司。美國國務院表示關切事件並反對兩岸任何一方單方面行動改變現狀[6]。有3家航空公司在收到台方警告後停用了這航道。[7]

- - 微博帐号「八组兔区吃瓜群眾」po文爆料，表示有人实名向廣東省新聞出版廣電局報告女星林心如在騰訊視頻播映的新戏《我的男孩》，有领取台湾文化部辅助金2000万资助拍摄，劇集從而被勒令全面下架[8]。
- 1月6日：一艘巴拿马籍油船与一艘中国香港籍散货船在长江口以东约160海里处发生碰撞。事故造成油船失火，散货船破损，32人失联[9]。
- 1月9日：中华人民共和国中央军事委员会委员房峰辉上将因涉嫌行贿、受贿犯罪，被移送军事检察机关[10]。
- 1月12日：
  - 中国教育部编写的2018年度《八年级历史教科书上册》被网民发现删掉了“文化大革命”一课，引发舆论哗然。有人批评中共官方刻意回避美化文革动乱历史。当晚，人民教育出版社网站公开澄清称，统编初中历史教材八年级下册有专题讲述“文化大革命”，将在2018年3月春季开学投入使用[11]。
  - 北京航空航天大学通报称，经调查，北京航天航空大学博士生导师、长江学者陈小武被实名举报对学生性骚扰情况属实，决定撤销陈小武研究生院常务副院长职务，取消其研究生导师资格，撤销其教师职务，取消其教师资格[12]。
- 1月13日：美国贸易代表办公室再次把阿里巴巴集团旗下的淘宝网列入“恶名市场”名单，指淘宝网上仍然充斥“大量的侵权物品”[13]。
- 1月16日：英国金融时报獲知，已有五家跨国公司和组织驻中国的办事处由於無法使用虚拟专用网络（VPN），近几个月来上网與日常业务受到影响，其中一家美国科技公司的执行总裁说，该公司驻华办事处被迫放弃VPN，雇员们改用更为昂贵的手机SIM卡上网。美中贸易全国委员会副会长彭捷宁（Jake Parker）透露，包括金融、科技、服务业在内的许多美国公司向该委员会报告，他们驻华办事处使用虚拟专用网络、电邮和文件共享的功能都受到了影响[14]。
- 1月17日：北京维权律师余文生，因代理709律师案件，多次遭当局打压。近日又获司法局通知，其律师执业证被注销，而其成立律师事务所的申请亦被拒[15]。
- 1月19日：曾经为多名被捕人权律师进行代理辩护的维权律师余文生在送孩子上学时被警方拘捕[16]。
- 1月20日：拥有瑞典国籍的香港铜锣湾书店股东桂民海在两名瑞典驻上海领事馆人员陪同下，乘火车前往北京，准备至瑞典驻华大使馆接受健康检查，但在火车驶近北京时，桂敏海被约十名便衣警员上车带走[17]。
- 1月23日：廣東省中醫院接獲不少騷擾甚至恐嚇電話，針對香港浸會大學將到醫院實習的中醫學生陳樂行，其有份參與16日「佔領」浸大語文中心抗議普通話試與畢業掛鉤的行動。當事學生表示看到內地網站有恐嚇言論，聲稱要解剖學生，環球時報宣稱要學生「活不完4日」。當晚因憂慮人身安全而在老師陪同下返港[18]。
- 1月24日：
  - 针对网络制作传播涉兒童邪典视频相关情况，全国“扫黄打非”办公室24日通报，已紧急部署约谈相关互联网企业要求深入开展清查，同时追根溯源严查制作传播源头[19]。
  - 新华社电，中共中央、国务院近日发出通知，决定在全国开展扫黑除恶专项斗争[20]。
- 1月25日：
  - 山东青岛开往杭州车次G281高铁列车运行至定远站时二号车厢发生火警车厢的顶部冒出浓烟，整个车厢侧面被火烧穿，1,400名乘客冒雪紧急疏散。初步调查事故起因为电器设备发生故障[21][22]。
  - 内蒙古自治区凉城县公安局以涉嫌损害商品声誉罪对批评鸿茅药酒的广州医生谭秦东实施逮捕。
- 1月27日：
  - 因被国家网信办指违反国家有关互联网法律法规和管理要求，新浪微博热搜榜停更一周整改[23]。
  - 河南省滎陽市政府通報稱已成立跨部門聯合調查小組，偵查市第二高級中學三九班班主任任中浩，涉嫌去年9月晚上於教師宿舍內強姦女學生的事件，同時停止任的職務。今年年頭當事女生在家中割脈自殺，被家人發現送院搶救，脫險後揭發事件，事主父親報警，警方刑拘涉案老師數日後取保釋放，此事被網上曝光後，引發輿論關注[24]。
- 1月30日：上海圖書館以防止國有資產流失為由，回收獨立書店季風書店的鋪面自用，不再續租予書店。當日晚間將書店斷水斷電，而書店所在地鐵站內亦有加派的警員保安把守、監督前來書店道別的民眾清場[25]。
- 1月31日：
  - 英國首相文翠珊應中國國務院總理李克強邀請任內首次正式訪問中國，她先抵達湖北武漢，後轉到北京與李克強舉行中英總理年度會晤，兩人簽署多項協定[26]。然後再與習近平會面，2月2日從上海返英[27]。
  - 中國促令日本企業無印良品銷毀重慶門店派發的目錄冊，原因是冊內地圖錯誤標示中國版圖，又將海南島與中國大陸使用不同顏色標示。日本稱無法接受[28]。

### 2月
- 2月1日：二次元弹幕视频网站AcFun融资停滯，網站服务器在當日零時因無法續約而關閉，公司近200名员工2017年最後兩個月工资無法領取，正考慮集體追討[29][30]。
- 2月3日：广州市司法局官微晚間发布消息，指杭州保母纵火案疑犯莫焕晶的辩护人党琳山，未经法庭许可而擅自退庭事件引起关注。依据廣東省司法厅《案件转办通知书》、浙江省杭州市中院《司法建议书》等资料，经调查并经局长办公会议研究，决定对党琳山停止执业6个月的行政处罚[31]。
- 2月5日：
  - 广东省扫黑除恶专项斗争工作会议上午在广州召开，部署开展扫黑除恶专项斗争工作，會上省委书记李希表示要將广东“建设成为全国最安全稳定、最公平公正、法治环境最好的地区”[32]。
  - 昆明市区西侧的昆楚高速公路碧鸡关路段在早晨6时许因路面结冰引发严重交通意外，先后发生14宗车祸，涉及53辆车相撞，造成三人轻伤送院，有4名驾乘者在意外过后攀越桥梁到对向车道时不幸坠落身亡[33]。
- 2月7日：懷疑受佛山地鐵二號綫施工滲水影響，佛山禪城季華西路一環橋底附近路段於晚八時左右大面積塌陷（約有兩個籃球場大），導致施工人員被困。意外累計有11人死亡、1人失踪、8人受伤[34][35][36]。
- 2月8日：一列由北京西站开往成都东站的G89次“复兴号”高铁列车怀疑因出现高温，故障停留，检查40分钟后仍未能排除故障，所有乘客需换车以继续行程。据工作人员说法表示，复兴号轴温超过安全标准，达110度。[37][38]
- 2月9日：贵州航天医院300余名医务人员联名签字按手印发布公开信，恳求依法保护医生与患者的合法权益，寻求外界关注医院由于帮助尘肺病工人诊断在2017年11月被警方带走的三名医生[39]。
- 2月10日：原定于最新一期《南方周末》刊出的两篇有关海航集团的报导被临时撤稿，总编辑段功伟亦被免去职务。撰写报导的资深记者黄河在网路上发布一篇《海航调查报导手记》，宣布撤回对报社提交的稿件，同时放弃版权、开放转载[40]。
- 2月11日：中午北京西城区西單大悅城商場內有人行兇，13人受傷，1名女傷者因搶救無效死亡。警方現場將犯罪嫌疑人朱某（35歲、河南人）抓獲，朱某承認其因發洩個人不滿而持械傷人的犯罪事實[41][42]。
- 2月13日：多家电影媒体报道，国家新闻出版广电总局于1月底下发通知，表示为进一步深挖放映资源、提高综合上座率，做好「优秀主旋律影片」发行工作，拟在现有城市院线中组建一条「人民院线」，计划在全国5万个影院中，选择5千个签约影厅，打造「电影大课堂」[43]。
- 2月14日：
  - 国家新闻出版广电总局发出通知，要求对网络视听直播答题活动加强管理，不得传播不符合社会主义核心价值观的内容，要求网络直播答题的内容要坚持正确导向，大力弘扬社会主义核心价值观和社会主义先进文化，传播健康有益的知识[44]。
  - 湖北武汉市民丁文婷凌晨在微博上留言抨击武汉市长，被武汉市武昌公安分局以造成不良后果为由行政拘留10天，消息在网上引起舆论强烈反弹[45]。
- 2月15日：江苏南京市鼓楼医院OPO（器官获取组织）办公室负责人兼主任医师黄新立伙同多人非法获取死亡病患的人体器官牟利。其中一起受害人家属上访控告，事件才得以揭露。[46][47]
- 2月17日：
  - 西藏藏傳佛教聖地大昭寺發生火災[48][49]。西藏自治區宣傳部官方微信發表1分30秒视频顯示大昭寺的外貌、金頂主建築，寺內釋迦牟尼12歲等身像等有關文物沒有明顯損毀痕跡[50]。
  - 一件兵马俑在外借美国费城富兰克林科学博物馆展出时拇指损毀、被盗。陕西省文物交流中心对此事感震惊和愤慨。中方已要求赔偿，并促美方严肃追究责任及依法严惩肇事者。据了解，被损坏的兵马俑拇指曾在出土时断裂过，修复后到国外展出。本次事件就是从拇指修复处掰断盗走[51]。
- 2月20日：奇虎360旗下短视频APP“快视频”被曝侵犯原创视频版权、盗用bilibiliUP主的ID、头像的行为，B站凌晨作出回应称将采取行动维护UP主权益[52]。
- 2月24日：民政部發放資料，民政部、公安部等9个部门联合印发了《关于加强农村留守老年人关爱服务工作的意见》。这是第一次对农村留守老年人关爱工作作出全国性部署。意见明确，进一步强调家庭子女和其他赡养、扶养人要依法履行对留守老年人经济上供养、生活上照料和精神上慰藉的义务，提出赡养义务人可与亲属或其他人员签订委托照顾协议，并向村民委员会报备。对不履行赡养、扶养义务情节严重的，依法追究其法律责任[53]。
- 2月25日：据新华社报道，中国共产党中央委员会建议，从宪法中删除中华人民共和国主席和副主席“连任不得超过两届”的说法。该提案于周日（2月25日）公布[54]。

### 3月
- 3月4日：
  - 江西南昌昌北国际机场T2航站楼疑受风雨影响，楼顶约3层高天花板如骨牌般崩塌掉落地上，据报道昌北机场当时测到最大雷雨大风秒速37米[55]。
  - 國家射擊隊名將杜麗以全國政協體育界委員身份出席兩會，希望普及射擊運動，擬提案建議加強推廣射擊，建議將國防教育結合射擊運動，讓學生加深對槍械的認識，從而產生興趣，另外也可以為退役射擊運動員提供新出路[56][57]。
- 3月5日：
  - 上午7時许，广深港高铁广州南至虎门区间因设备故障影响，部分列车晚点、停运[58]。大量旅客滯留沿線各站內，記者在深圳北站發現顯示屏顯示有列車延誤達382分鐘[59]。有乘客去退票或改票，有乘客終於上了車，但車上餐飲也供不應求。有人改乘長途客车或出租车[60]。
- 3月9日：海航集团旗下的上市公司天海投资宣布收购当当网股权[61]。
- 3月10日：包头市火车站疑似拍摄到半透明的幽灵列车进站诡异画面，这段监视器画面掀热议，各国媒体也纷纷报导此事件。[62][63]
- 3月11日：第十三届全国人民代表大会第一次会议以2,958票赞成、2票反对表决通过了宪法修正案[64]。
- 3月14日，汪洋在全国政协十三届一次会议上，以2,144赞成票，全票当选全国政协主席[65]。
- 3月16日，美國參議院及眾議院兩院通過及美國總統唐納德·特朗普簽署生效《台灣旅行法》[66]。中國外交部对美方签署“与台湾交往法案”坚决反对及对美方提出严正交涉，称该法律无约束力及严重违反一个中国原则[67]。
- 3月17日，中共中央总书记习近平在十三届全国人大第一次全体会议全票再次当选国家主席和国家军委主席；王岐山以没有任何党内职务的身分当选国家副主席[68]。不過香港及台灣媒體《蘋果日報》報道，有網民立即翻出2011年3月17日《人民日报》評論文章《全票当选不一定都是民意》來諷刺當局，有關文章遭到火速刪除[69][70][71][72]。
- 3月18日：
  - 中共中央政治局常委李克强在十三届全国人大第一次全体会议上再次被任命为中华人民共和国国务院总理。[73]
  - 52名来自各地的互联网重要人士，在北京开始参加为期一周的中共中央统战部第二期网络人士理论研讨班，有关部门和高等院校多位领导和专家，向学员讲解习近平新时代中国特色社会主义思想和党的十九大精神、新的社会阶层人士统战工作、国际国内政治经济社会形势和互联网行业政策等，安排赴几个红色教育基地接受教育[74]。
- 3月20日，澳洲華裔前市議員胡煜明乘飛機到埗上海（計劃和母親一起準備將父親的骨灰送回他的生地）不久，中國官員便進入機艙，要求胡要搭乘下一班機返回澳洲，胡猜測被拒入境，是由於他支持澳洲制衡中國在當地影響力的新反間諜法，以及被專著引述其觀點[75]。
- 3月22日，廣電總局下發特急文件，進一步嚴控網絡視聽節目，要求封殺惡搞&二次創作視頻、未經審查的影視預告與片花、未經許可的視訊的冠名贊助等[76]。
- 3月23日，晚間新浪微博發佈公告，聲明根據《網路安全法》與文件指令等，封禁400個以上的有發佈不符合新指令的視訊的賬戶[77]。
- 3月25日，河南省文物考古研究院发布安阳县西高穴村旁曹操高陵（下称曹操墓）之年度考古发现，备受争议的陵园内三具遗骸获进一步身份确认。这个曹操墓室內發現的3具遺骸，其中60歲左右男性遺骸較完整，專家鑑定後確定為歷史上一代梟雄曹操。[78][79]
- 3月26日：
  - 早晨，武汉理工大学三年级研究生陶崇园疑因长期遭受导师压迫跳楼身亡[80]。
  - 百度董事长李彦宏在中国发展高层论坛上表示“中国用户在个人隐私方面更加开放，一定程度上愿用隐私换方便和效率”，而其也會遵從法例指令等行事，引起輿論嘩然指責其不能代表用家意見和無恥[81]。
  - 外交部發布《中華人民共和國領事保護與協助工作條例（草案）》（徵求意見稿），列明中國公民、法人和非法人組織獲得領事保護與協助的，應當“自行承擔”其食宿、交通、通訊、醫療、訴訟費用等。而堅持前往發佈為高風險的國家或地區而需要協助的公民亦要自負費用。意見稿還提出要建立統一的“海外中國公民信息平台”，方便政府部門與駐外外交機構間的信息共享[82][83]。
- 3月28日，新华社报道，朝鲜劳动党委员长金正恩应中共中央总书记习近平邀请，在2018年3月25日至28日访问中国。这是金正恩成为朝鲜最高领导人后首次到访中国，亦是他首次个人外访。访问中国期间，金正恩与习近平会谈，又与李克强、王沪宁、王岐山等领导人会面。[84]
- 3月30日：
  - 住宿平台Airbnb是日起根據當局法律規定向中國政府披露業主、租客及租盤資訊（不含港澳），並且不知會用戶上述行為，引發爭議[85]。
  - 是日起根據當局指令，全网下架所有圣经销售，包括官方基督教两会出版書籍也不能发售，理由是属于「内部书籍」。包括淘宝、京东、微店、当当网、亚马逊等均消除有關銷售資訊，其他基督教书籍也陆续封杀、店铺被销户[86]。

### 4月
- 4月2日：中國宣布將對美國肉品、水果和其他進口商品徵收新關稅，共128項商品，作為美國特朗普政府對進口鋼鋁材增收關稅之報復行動。外界視為中美新一輪貿易戰。[87]
- 4月3日：廣州一中年遼寧籍男子早間搭乘125路巴士，在行經廣東國際大廈行人天橋時，於車內點燃攜帶的易燃物，司機迅速停車開門，會同接報到場的警員撲滅明火，疏散車上乘客。事件未有傷亡[88]。
- 4月4日：
  - 國家廣播電視總局通報，其會同屬地管理部門，嚴肅約談涉嫌播出有違社會道德節目等問題的「今日頭條」、「快手」兩家網站主要負責人。
  - 北京大学第三医院生殖医学中心是日在其微信公号上更新精子库招募捐献者的简章，其首要条件要求具有良好的思想素质，热爱社会主义祖国，拥护中国共产党的领导，忠诚党的事业，无任何政治问题等，在网上引发调侃热潮，「红色精子」、「爱党要从精子开始」成为新晋网络流行语[89]。
- 4月6日：
  - 「快手」發佈招聘信息，緊急擴招3000名審核人員，列明共青團員和黨員優先，相信是因應針對短視頻領域的進一步監管[90]。
  - 河南省滨州市一具高18.9米、重6噸、號稱全球最大的秦始皇銅像在當局發布大风黄色预警信号下被吹倒，銅像臉部嚴重毀壞壓扁，網民聯想到領導人解除任期限制，暗諷「專制政權逆天而立」，「喻意不太好」[91][92]。由於網民評論過於激烈，留言功能被停止，留言也已被刪[93][94][95]
- 4月8日：
  - 乌鲁木齐市十六届人大常委会第十次会议审议通过《乌鲁木齐市轨道交通管理条例》，推行地铁实名制购票乘车，未持有效车票或冒用他人证件的人士会受处罚[96]。
  - 河南商丘城管在未有出示拆迁令下，派出百名城管队员清拆长江鑫苑棚户区改造（翰林府邸）片区遗存屋宇，有民众报警求助，接报到场的警员在调解过程中，怀疑城管不满警方便衣在现场手机录像，双方发生肢体冲突，有8名警员受伤[97][98]。
- 4月11日：
  - 「內涵段子」App及公眾號被永久關停，大批用戶晚間駕車到廣電總局門口聚集抗議，造成附近交通嚴重擠塞[99]。
  - 是日至13日，宁夏海原县当局接获3宗皮肤炭疽病报告，均因宰剥病死牛羊感染发病，其中七营镇一染病农民死亡，另两个三河镇染病农民入住宁夏自治区第四人民医院。爆发疫情的两个镇后被封锁隔离，海原县周边地区的贸易市场亦被关闭[100][101]。
- 4月12日：
  - 因徒步到天津寻夫而被软禁在北京家中的李文足，在各方關注施壓下，其家外監視人員是日據報撤離，其丈夫709中的律师王全璋失踪已過千日[102]。
  - 第二届全球金融科技与区块链中国峰会，原定是日在上海举行，本会原预计有来自政府部门、行业协会、金融机构等超过 800名全球的区块链精英出席。会议开幕时主办方突接获当局“紧急停止会议”通知，消息指当局得知有人将在会议期间举行维权活动而暂停这次峰会[103]。
- 4月13日
  - 据媒体报道哈尔滨市农委在3月时确定了“马铃薯主食加工试点企业名单”，选定4家冰城企业为当地市场制造土豆馒头，计划在全市早餐市场、批发和配餐市场（政府食堂和学校）等方面推广此类产品[104]。
  - 办理凉城县鸿茅药酒案的张警官对北青报记者表示，案件已结束侦查，移送凉城县人民检察院审理[105]，未提及对涉案的广州医生谭秦东的公诉时间。
- 4月14日：晚間西安公安高陵分局渭桥派出所副所長，攜槍尾随高陵區草王村積怨同鄉，在對方家門射殺乘車男子，同車女子中彈受傷其後駕車10公里趕回當班警署，再度槍傷兩名同袍，最後吞槍自盡。案發後陕西省公安厅和西安市警方一同調查，公安部聞訊亦派员赴陕介入[106][107]。
- 4月15日：河南省沁陽市市委書記薛勇在5A級景區神農山工作期間聽取匯報，不慎從景點「龍脊長城」附近墜崖身亡，因公殉職。沁陽市政府網頁色調轉為黑白。[108][109]
- 4月16日：
  - 中国医师协会法律事务部发表声明，愿意为涉及损害鸿茅药酒声誉的谭秦东医生提供法律援助，同时提出三点呼吁，要求公权力机关应慎重对待不同学术观点和言论，防止将民事纠纷刑事化[110]。
- 4月17日，美國商務部宣布對從中國進口的鋼製輪轂產品發起反傾銷和反補貼調查，聲明指，該項調查是基於美國兩家企業3月份提出的申訴而發起[111]。
- 4月18日：
  - 解放军上午8时起在台湾海峡福建省泉州外海进行实弹射击演训，报道指出金门等地“能清晰听到枪炮声不断”。[112]
  - 澳大利亚反倾销委员会发布公告，正式对原产于中国的铁道轮毂（RailwayWheels）发起反倾销反补贴调查[113]。
- 4月19日：国家税务总局举行新闻发布会，总局收入规划核算司副司长郑小英表示，2018年第一季度的税收收入数量和质量均有提升，全国税务部门组织税收收入（已扣减出口退税）39243亿元，同比增长17.8%，延续了2017年以来税收收入平稳较快增长的态势[114]。
- 4月20日：被美國頒下7年禁令的中興通訊舉行新聞通報會，董事長殷一民首度承認事件影響巨大，表示制裁將使公司立即進入休克狀態。另報中興通訊大部份生產線已經停產，公司面臨破產[115]。
- 4月21日：厦门大学发表声明，表示学校启动相关处理程序，将依纪依规对該校遭網絡起底的、不滿國民舉止表現而提及支那等稱呼的研究生田佳良进行严肃的党纪校纪处理。事件起因是漫威（Marvel）在上海电影宣传活动中，活动现场大量參與者遺留棄置物的影像，被资深漫威粉丝在网上評價為「恶臭你支！」，被指控其「辱华」引發疑似有針對地的圍剿，從而身份被曝光[116]。中午13点40分左右，两艘龙船在桂林桃花江鲁家村河段竞渡演练，经拦堰时翻覆，17人遇难[117]。
- 4月22日：朝鲜黄海北道发生交通事故，大巴墮下天橋，四輪朝天，32名中国游客和4名朝方工作人员遇难，2名中国游客受重伤[118]。金正恩探望傷者並對意外表達深切哀悼[119][120]。
- 4月23日：
  - 上午6时10分许，重庆成渝环线G93沙坪坝区西永路段。彭某（男，48岁，重庆市沙坪坝区人）驾驶一辆渝A519XX长安牌小客车，与同向行驶由苟某（男，52岁，重庆市沙坪坝区人）驾驶的渝A653XX东风大力神牌集装箱大货车碰撞，小客车上彭某等7人死亡、2人受伤[121]。
  - 重庆市公安局下午召开案件通报会，通报破获郭文贵陈志煜等人伪造国家机关公文案相关情况：2017年8月以来，潜逃美国的国际刑警组织红色通报在逃人员郭文贵为寻求政治庇护，编造大量虚假信息，进行所谓网上“爆料”，授意并指使犯罪嫌疑人陈志煜、陈志恒伪造30余份以中共中央、国务院以及国务院有关部委名义印发的国家机关公文，作为其“爆料”的主要内容，在境外公开散布传播，误导公众，造成恶劣影响。公安部指定重庆公安机关立案侦查。2018年2月18日，重庆市公安局分别在广东、湖南将陈志煜、陈志恒抓获归案，依法扣押了相关涉案物品[122]。
- 4月24日：
  - 教育部办公厅印发紧急通知，要求做好预防中小学生沉迷网络教育引导工作。通知要求及时会同相关部门采取措施予以整治涉及中小学生的网络违法违规行为，以及宣扬赌博、暴力、色情等内容的网络文化产品。通知还要求开展不同的专题教育教育学生如何使用网络[123]。
  - 凌晨清远英德市区茶园路一家KTV起火，造成18人死亡，5人受伤。到早上大約十一時警方於市內拘捕懷疑縱火男子，據供稱其用自己電單車堵塞K廳唯一出入口後再點火[124]。
  - 下午2時雲南文山麻栗坡縣董佔邊境檢查站，邊防隊截查一大巴時一乘車男子掏出匕首刺傷當班士兵，逃跑途中搶奪貨車時再刺傷司機，圍捕對峙後被擊斃。行凶者動機與其他傷者情況不明[125]。
- 4月25日：
  - 無國界記者發表《2018世界新聞自由報告》，中國的新聞自由度排在第176名，位列倒數第5。報告認為中國政府向世界輸出壓制手段，信息審查和網路監控工具，試圖建立「在其領導下的新世界媒體秩序」，而這種中國模式已波及周邊，在亞洲多地受其他國家仿傚。報告稱在習近平主政下的中國，愈來愈接近「當代版極權主義」，在其首個任期中審查和監控達到前所未有的程度[126][127][128]。
  - 廣州海珠區康樂村早上一湖北籍男子將其同籍妻子殺害，據傳其之後提著疑似其妻頭顱走上街頭，據稱頭顱被棄置到垃圾堆，環衛工後發現屍體，而男子後向警方自首[129]。
- 4月27日：
  - 第十三届全国人大常委会第二次会议全票表决通过《中华人民共和国英雄烈士保护法》，法例5月1日即时生效。该法列明以侮辱、诽谤或者其他方式侵害英雄烈士的姓名、肖像、名誉、荣誉，损害社会公共利益的，依法承担民事责任；构成违反治安管理行为的，由公安机关依法给予治安管理处罚；构成犯罪的，依法追究刑事责任。分析指其会进一步确立中共在重要历史话题的言论权威对，于民间言论有威慑作用[130][131]。
  - 陕西榆林米脂县多名中学生放学时被人砍伤，19人被砍其中9人死亡[132]。米脂公安表示初步調查，嫌疑人在米脂三中上學時受同學欺負，遂記恨學生，於是持匕首殺人[133]。
  - 是日国务院第一次廉政工作会议，李克强总理在会上讲话，提及“政府要推进政务公开，继续晒权督权，特别是要充分运用互联网、大数据等现代信息技术，让人民全程监督政府行为，让权力在阳光下运行，有效治理不作为、乱作为，让腐败无处遁形。”，后这段登载在中国政府网上的讲话被删除，相关新闻稿亦消去相关字眼[134]。
- 4月28日：微博轉速天猫旗舰店職員消息，受中美贸易战影响，海外直邮的美国品牌被限令下架，包括天猫国际、网易考拉、京东海外购等都收到通知。多家天猫进口宠粮商家亦均有發布将于5月1日21时起下架美国品牌宠粮。而據流传由跨境电商商品质量安全风险国家检测中心24日發出的《关于加强对美国产商品自检自控的函》，被要求進行「自检自控」的還牽涉美国产保健品、食品、宠物食品等[135][136]。
- 4月30日：
  - 香港《明报》引消息人士報道称，北京市在建高樓中國尊因能窺見中南海內部狀況，造成保安漏洞，當局大為緊張，決定進行整改。整改方式可能是建成後最頂3層會交給國家安全機關管理，大樓營運後登上觀光層的遊客將需要接受安檢，不允許攜帶專業級高倍望遠鏡等可能窺視到中南海的物品，以填補漏洞。由於過於敏感，當局對外僅籠統宣稱「涉及超高層建築的消防安全問題」。[137][138][139]
  - 湖北荆门京山县晚间，一男子在新市镇城中路驾车高速撞向人群，导致四名民众死伤，另有一名警察殉职。有传闻涉事司机是为报复社会，已被拘留进一步调查[140]。

### 5月
- 5月2日：
  - 据报道杭州市第七人民医院物质依赖科，从2018年1月份开始收治“游戏障碍者”，据计接受治疗的近10人大多是中学生。而在此医院有做心理咨询或治疗的“沉迷网络”的青少年，超8成其家庭环境存在问题，而且多数的学业成绩并非不佳[141]。
  - 据报道山東邹平县青阳镇，於2017年11月开始建设党性教育服务中心，到2018年4月正式投入使用。中心內有应用VR眼镜的虚拟场景來检验党性，在中国属首创[142]。
- 5月7日：
  - 金正恩乘坐專機抵達大連，是他不到兩個月內第二次訪問中國。訪華期間大連市面戒備森嚴。新華社報導習近平和金正恩「一同散步、出席午宴，在親切友好的氣氛中，兩黨兩國最高領導人就中朝關係及共同關心的重大問題全面深入交換意見。」[143][144]
  - 山東一名21歲、李姓祥鹏航空空姐的父親報案指其女兒失蹤，警方調查後發現空姐5月5日晚上乘網約車滴滴前往郑州火车站途中失蹤，而駕駛網約車之27歲劉某有重大嫌疑。該車行駛了15公里至一處荒地，停留片刻後再往航兴路庙后安村附近大桥上，之後不再移動。調查後發現劉某跳河身亡，空姐證實遇害。[145][146]案件轟動中國社會。
- 5月10日：一具由中共送給德國的馬克思雕像被德國民眾反對，雕像被縱火破壞[147][148]。
- 5月11日：广州卷入鸿茅药酒风波的谭秦东医生，被居住地车陂派出所传召问讯，在被扣查长达12小时离开后，自残而被广东省人民医院收治入院[149]。
- 5月12日：汶川大地震十周年，除有悼念儀式外[150]，香港有線電視記者在四川都江堰採訪遭暴力對待，該台記者陳浩暉到當年校舍倒塌、200名學生死亡的聚源中學遺址外時，發現香港商業電台記者疑被不明人士包圍，遂拿起手機拍攝，但被2名男子拖到一旁毆打頭及肚。香港特區政府包括正在四川訪問的林鄭月娥對事件「非常關注」。同日傍晚，都江堰外宣辦帶來2名打人男子向記者親自鞠躬道歉。他們初時聲稱有家人在地震中遇難，後改口稱沒有家人遇難[151][152]。翌日有遇難學生家長認出，2名打人男子其實是村官[153]。
- 5月15日：杭州第十一中学举办“未来智慧校园的探索与实践”研讨活动邀请媒体到访，实地见证学校配置的智慧课堂行为管理系统，此系统通过安装在教室的组合摄像枪，对班内学生作人面识别分析等一系列大数据分析，计算课堂实时考勤数据，课堂专注度偏离分析、课堂行为记录数据以及课堂表情数据，并实时反馈学生的行为举止，监视学生在课堂上的学习状态[154]。
- 5月16日：
  - 維權律師謝燕益出席北京律師協會聽證會，香港now新聞台記者採訪被公安阻撓，攝影師的記者證和回鄉證被取去，未有歸還。他試圖搶回證件，但不成功，並被警方按在地上強行鎖上手扣，再強行押上警車送往派出所。到醫院驗傷後證實額角、手腕和膝都受傷。他並被迫填寫及簽署悔過書，承認「行為過激、妨礙公務、有悔意」後才獲釋和發還證件。now新聞台發表聲明表示極度憤怒。之後其他香港媒體採訪也遭阻撓。特首林鄭月娥稱對於接連有香港記者在內地採訪遭阻撓「表示遺憾」。[155][156][157]
  - 晚间今日头条宣布，认定“暴走漫画”平台帐号在其多个平台发布的短视频有“戏虐、侮辱英雄烈士事迹和精神的嫌疑”，于是删除发布视频并封禁“暴走漫画”账号[158]。
- 5月17日：
  - 下午，谭秦东夫人透过微博发布声明表示谭的警告文描述鸿茅药酒措辞不当寻求对方谅解，鸿茅国药随后宣布接受道歉同时撤回报案与诉状。
  - 晚间，暴走漫画联合创始人、CEO任剑在微博宣布即日起全线下架与停止更新《暴走大事件》、《暴走看啥片》、《暴走玩啥游戏》等视频节目，同时无限期关停“暴走漫画”的各在线官方平台[159]。
- 5月20日：山东省安委会下发通知，宣布即日起至上海合作组织峰会结束，青岛及周边各市辖区内危化品生产、经营、使用企业要暂停动火、受限空间、检维修等特殊作业活动，紧急情况下确需动火的，需报县级以上人民政府批准同意。而市内外卖，快递，商铺经营等都停顿，山东全省亦强化各类措施，包括关闭污染企业，还有农村庙会被暂停[160]。
- 5月21日：中午時分北京市政府副秘书长王晓明在一個工作会议后坠楼身亡[161]。
- 5月24日：晚间江西上饶广丰区市民中心大楼，副区长、公安局长郑金车坠楼身亡[162]。
- 5月25日：
  - 国家发改委表示2017年采暖季国内天然气供应紧张是由于居民气价偏低所致，因而发出通知容许居民用天然气门站价格最高可加到0.35元/立方米，预计6月10日施行，消息引起公众紧张，部分地区民众扎堆前去气站充值，以应对即将到来的加价风潮[163][164]。
  - 苏州市政府召开新闻发布会对外说明太湖围网拆除补偿方案。江苏太湖渔业管理委员会办公室主任王小林表示，会在年尾前将太湖苏州市行政区域内水域的4.5万亩围网全部拆除，预计2019年6月底前清走所有大闸蟹养殖区域[165]。
- 5月26日：中午时分，天津农商银行党委书记、董事长殷金宝在办公室割腕身亡[166]。

### 6月
- 6月6日：
  - 唐山路北区晚间，一男子酒后驾车撞人逃逸，目击者称涉事车“撞了一路”，事件共造成4人死亡，11人受伤，伤者在唐山工人医院接受救治，公安表示已控制疑犯[167]。
  - 华谊兄弟公司发布公告，显示公司大股东王中军和王中磊分别质押了公司220万股和35万股股票，用途均是“个人融资需求，拟用于项目投资及股权投资”，质权人均为“中信建投证券”，几乎押制所有股权，被指疯狂套现，公司方面否认股票被抛售[168][169]。
- 6月8日：下午，吉林省原纪检组长孙恒山，在办公室被一下属持刀袭击，身中数十刀伤重而亡[170]。
- 6月10日：
  - 上午，上海合作组织青岛峰会举行大范围会谈，习近平提出中方将在上海合作组织银行联合体框架内设立300亿元人民币等值专项贷款，還會利用上合组织国际司法交流合作培训基地等平台，为各方培训2000名执法人员[171][172]。
  - 由于6月4日运满满APP进行功能升级，新功能令不少司机觉得难以为继[173]，中国多地爆发货车司机罢工，抗议“报价”功能导致整体货运市场价格缩水[174][175][176]。
- 6月11日：中共中央办公厅、国务院办公厅、中央军委办公厅联合印发《关于深入推进军队全面停止有偿服务工作的指导意见》发布，明确到2018年年底前全面停止军队一切有偿服务活动，而地方部队的空余房地产、农副业生产用地、大型招待接待资产，全部由中央军委集中管理、统筹调控[177]。
- 6月12日：早上6点半左右，湖北黄石汪仁镇百花村林家庄附近的黄石世星药业有限责任公司，发生气体泄漏事故，据悉成分是二甲基亚砜（DMSO），时为小学生等校车时间，泄漏令不少孩子当场出现呕吐症状。后不少村民带不适的小童去黄石爱康医院检查，发现部分孩子存在不同程度的肺部感染，据计有63例诊察个案[178]。
- 6月14日：据报公安部正在筹备一个覆盖全境的车辆电子识别系统，此系统会使用射频识别芯片（RFID）技术追踪上路车辆。根据上述将于7月1日推出的计划，车辆在注册时需安装一个用于追踪车辆的无线射频识别（RFID）芯片。计划2019年1月份起所有新车会被强制要求安装此系统[179][180]。
- 6月15日：中国证券监督管理委员公布了新修订的《上市公司治理准则》，并开始向公众征询意见，为期一个月。“上市公司加强党建”是修订版新加入的内容之一，列明 “在上市公司中，根据《中国共产党章程》的规定，设立中国共产党的组织，开展党的活动。上市公司应当为党组织的活动提供必要条件”[181]。
- 6月16日：下午四点左右，江门市蓬江区星汇名庭四期地盘发生致命意外，工地上吊中施工材料意外掉落，时行经的看楼4人被砸，后一人抢救无效死亡，身份被证实为江门市国土局林姓局长。17日，江门全市也因此开始开展在建工地安全检查和整治行动[182]。
- 6月17日：凌晨廣東羅定市一名23歲女子失聯，2天後警方已控制嫌疑人[183]。消息稱女子已遭姦殺，屍體在一家燒烤店老闆的店內冰箱中找到[184][185]。
- 6月18日：
  - 中央军委印发《传承红色基因实施纲要》，明确了传承红色基因的指导思想、基本原则、着力重点和主要工作，要求把传承红色基因摆上重要位置，纳入部队全面建设。要求采取有力措施帮助部队解决传承工作中遇到的实际困难[186]。
  - 18时35分，四川省乐山市中心城区一辆2路公交车行驶至市中区学道街路口时发生爆炸，作案者受重伤，并导致14人轻伤[187]。
- 6月19日：
  - 据报贵州航天医院三位诊断尘肺病的医生，被警方以尘肺病诊断中客观存在的诊断读片差异视为医生“严重不负责任”而定罪，并以“涉嫌国有事业单位人员失职罪”的罪名无辜羁押7个多月[188]。
  - 江苏省镇江市近百名退伍军人19日集体到镇江市政府前维权，要求面见市长，但在20日凌晨1时，一群不明身份的年轻人在市政府南门前与他们发生冲突，导致一名老兵受伤。该事件导致更多老兵从外地赶到镇江，在市政府门前聚集[189][190][191]。
- 6月20日：甘肃省庆阳市一名19岁女生跳楼身亡，而当时在楼下的围观者有人大声叫喊，让她快点跳楼，跳下之后还有围观群众吹口哨，表示“跳得好”[192]。据信该女子跳楼与其在2016年7月受到当时的班主任猥亵有关[193]。
- 6月22日：15时许，西安一辆302路公交车行至沣东新城三桥街道西凹里村铁道路口时，车上一男子持刀砍伤乘客，下车后继续砍人，共致10人受伤[194][195]。
- 6月23日：9时30分许，广东省乐广高速公路清远高田路段发生车祸。一辆由韶关开往珠海的大巴在行驶过程中侧翻，车上乘客均为韶关市第八中学教师，其中3人死亡，9人受伤。事后，韶关市教育局发布紧急通知，要求市内各地各校全面停止集体组织师生外出交流或旅游[196]。
- 6月25日：7时20分许，山东省烟台市一男子驾驶叉车在马路上撞人致1死10余伤，后被警察击毙。有目击者指警员开第一枪已将司机击倒，在对方全无反抗能力下，警员继续连开多枪将他射杀。有关指控目前仍未得到当局证实，案件详情被严密封锁[197][198]。
- 6月27日：宁夏中卫纪委监委網站发布消息，海原县七营镇马堡村中共党员马廷科隐瞒共产党员身分，到麥加朝觐，違反中共黨章不可有宗教信仰的規定，遭開除中共黨籍。中卫紀委指出個別黨員理想信念喪失，行為失範，不講政治和規矩，嚴重違反黨紀[199][200][201]。
- 6月28日：
  - 凌晨，安徽省阜阳市颍上县境内两车追尾相撞，其中一辆油罐车汽油泄漏起火，引燃车辆并波及公路旁边的数栋民房，其中一栋3层高民房被烧通顶。消防将火扑熄后在被烧毁的民房内发现六具尸体，而撞车现场及附近亦发现两具尸体，事故中还有四人受伤[202][203]。
  - 11时30分许，上海市徐汇区世界外国语小学附近，一男子持菜刀砍伤3名男童及1名女性家长，致2名男童经抢救无效死亡，1名男童和女性家长受伤，地方傳媒收到內部指令不報導悼念活動與進一步資訊[來源請求][204]。
- 6月29日：
  - 上午，位于广州市番禺区的广州大学城发生命案。广州大学计算机科学与教育软件学院院长谢某在地下车库持刀袭击同校科研处处长罗某夫妇，致使二人身亡[205]。据悉，罗某在2014年时还曾卷入该校另一名教师邹某死亡案件[206]。
  - 20时40分许，湖南省衡阳市衡东县发生交通事故。一辆河南驻马店籍大巴由南往北行驶至京港澳高速公路1602km处时，穿越中央隔离带与对向车道的一辆半挂式槽罐车相撞[207]。根据30日官方通报，该事故共造成18人死亡，14人受伤[208]。

### 7月
- 7月4日：網名「feefeefly」的女子在Twitter上直播朝上海海航大廈一幅習近平畫像涂墨的過程，據傳該名女子已被警方帶走[209]。隨後，中共中央办公厅下令要求各省撤下习近平的肖像画，禁止擅自悬挂。不过由于该消息来源于社交媒体，目前无法鉴别真伪[210]。
- 7月5日：
  - 12时43分许，一名40岁男子在湖南省邵阳市隆回县桃洪镇南松村持刀砍伤4名成人、3名儿童，其中1名男童当场死亡。案发后该男子已被抓获[211]。
  - 17时45分许，两艘载有127名中国游客的游船在泰国普吉岛附近遭遇特大暴风雨发生倾覆。事故共造成死亡47人，有78人获救[212][213]。受伤37人。
- 7月6日：
  - 针对美国对华301调查项下正式实施的征税措施，中国在世贸组织追加起诉美国[214]。
  - 海航集团发布公告，因集团原董事局董事长王健意外去世，经董事局审议、表决，选举现任董事局主席陈峰兼任董事局董事长[215]。
- 7月10日：
  - 中山大學社會學與人類學學院兼生命科學大學院的教授兼长江学者张鹏涉嫌性骚扰多名女教师和女学生的事件遭到曝光后，中山大学决定停止任教其资格及“长江学者奖励计划”青年学者称号[216]。
  - 刘霞乘飞机离开北京前往德国[217]。
  - 中国杭州法院判决54岁的日本爱知县人岩濑崇大2015年5月在浙江温州涉嫌间谍活动的罪名成立，判刑12年。他当时在一个海警基地外拍照被捕。这是2015年中国开始实施《反间谍法》以来，先后共逮捕8名在中国涉谍活动的日本人中，首次开庭审判的案件。日本驻上海领事馆官员等日方人士出席了旁听，宣判后也引起日本议论。内阁官房长官菅义伟表示，司法程序还在继续，日本政府不便评论。但站在保护国民的立场，希望尽可能地支援。他说：“此前中国总理李克强访日并邀请安倍首相访问中国，日中双方努力不要让改善关系的基调受影响很重要。”中国外交部发言人华春莹对记者说：“请你相信中国法治国家处理有关问题，也会依法保护外国人在中国的合法权利”。此人是爱知县一家在名古屋和上海有分公司的调查、人材公司的经营者之一[218]。
  - 19時50分左右，由香港飛往大連的中國國際航空CA106航班在廣東揭陽附近飛行時，於10分鐘內緊急下降約7000米，客舱內氧气面罩彈出，後機組打開組件增壓並在应急氧氣不符合適航條件的情况下下升至7500米高度并繼續飛往大連，航班顺利着陆，无人伤亡。據知情人士爆料稱，下降原因与機組人員在飛行途中吸菸并误操作有关[219][220]，而國航方面稱正在調查原因[221]。
- 7月11日：
  - 中國民主黨創建人秦永敏被武漢市中級人民法院以煽動顛覆國家政權罪判處有期徒刑13年，剝奪政治權利3年[222]。
  - 传媒披露辽宁省当局于6月25日以辽政发﹝2018﹞20号印发《辽宁省人口发展规划（2016—2030年）》，显示当地养老金已收不抵支，当中还提出大力发展老年教育培训，支持老年人才自主创业，鼓励专业技术领域人才延长工作年限。分析宣称老年人退休后工作是无可避免，引发舆论关注。而其提出的鼓励生育举措，亦令辽宁省成为国家出台全面二孩政策后第一个提出奖励生育二孩的地方省份[223][224]。
- 7月12日：
  - 盜竊挪用4.85億美元后潛逃至美國的前中國銀行廣東省開平支行原行長許超凡遭強制遣返中國[225][226]。
  - 21時，浙江東陽橫店影視城一攝影棚發生火災事故，致兩人死亡，過火面積約300平方米[227]。
  - 四川省宜宾市江安县阳春工业园区内的宜宾恒达科技有限公司爆燃事故。19人死亡，12人受伤[228]。
- 7月13日：上海市网信办上午向上海佩珀文化传播有限公司发出整改通知书，要求立即停止好奇心日报在网络平台上提供时政新闻信息服务等新闻采编活动。上海市网信办负责人强调，网络运营者从事互联网新闻信息服务必须受当局规例控制[229]。
- 7月14日：
  - 美國商務部正式解除對該中興通訊的出口禁令，公司可以重新向美國公司購買零件，恢復正常生產，意味著美国封杀中兴事件正式告一段落[230]。
  - 微信公号“中国之声”发出消息，社科院发布《休闲绿皮书：2017-2018年中国休闲发展报告》建议2030年起全国范围实行四天工作制，并引用“中国经济生活大调查”结果显示除去工作和睡觉，2017年中国人每天平均休闲时间为2.27小时，比三年前减少，而外国国民平均休闲时间是中国人的两倍。[231][232]

- 7月15日：下午，国家食品药品监督管理局通报长生生物子公司，长春长生生物科技有限责任公司所生产的狂犬病疫苗生产记录造假，责令长春长生停止生产狂犬疫苗[233][234]。
- 7月16日：国家版权局、国家互联网信息办公室、工业和信息化部、公安部联合召开新闻通气会，宣布启动打击网络侵权盗版“剑网2018”专项行动，计划集中整治网络转载、短视频、动漫等领域，重点针对网络直播、知识分享、有声读物等平台。专项行动由7月上旬始，预计持续4个多月[235]。
- 7月19日：晚间，长生生物发布公告，称长春长生生物科技有限责任公司曾因销售25.26万支不符合规定的百白破疫苗到山东，在2017年10月就已经被吉林省食药监局立案调查。公司在7月18日收到行政处罚书，累计被罚没344万元，现百白破疫苗车间已停产[233][234][236]。

- 7月22日：強烈熱帶風暴安比登陸上海崇明島，成為自1949年以來第三個直接登陸上海的風暴[237]。空中、鐵路和陸路交通都嚴重受阻[238]。

- 7月26日：
  - 中央电视台著名主持朱军早上被曝曾猥亵女实习生后，相关话题立即在新浪微博冲上热搜榜。到约上午8点多，新浪微博开始紧急删帖，与朱军事件有关的热搜及话题也被撤下。该事件又令网民联系到赵忠祥十多年前的桃色新闻，于是假借赵的名字来传播朱事，一度将“赵忠祥”推上热搜榜。其后很多关于朱军事件的爆料文章图片被不予显示，其他有关“性侵”、“＃MeToo”等热搜及热门话题标签也陆续被撤下。包括环球网在内的多家内地媒体也曾在第一时间报导了朱军事件，不过相关网页均已被删除[239]。
  - 下午1時許，北京朝陽區的美國大使館外發生爆炸，現場煙霧瀰漫[240][241][242]。據知，一名26歲來自內蒙古通遼市男子引爆土製炸彈，炸彈在其身旁爆炸，未知其犯案動機，事件中除引爆者外無其他人傷亡，現場多人圍觀。該男子迅速受到警方控制，境外媒體引述一名知情者透露，涉案男子為一名訪民，自稱冤情深重，長期上訪無果，走投無路，遂到美國大使館施襲。外交部強調事件只是一起「個別治安事件」，並已及時得到妥善處理[243][244][245]。
  - Facebook在杭州市西湖區設立的子公司「臉書科技（杭州）有限公司」被媒體曝光不到一天，相關資料被刪除[246][247]。
- 7月27日：30餘名深圳佳士科技工廠的工人、家屬及一名到場支持的女大學生因為在廠方門口及派出所外為爭取建立工會而集會維權，遭到警方逮捕[248]。此事件引發一些毛左派人士與高校學者、學生抗議，其後幾天還有左派人士從外地趕赴現場聲援[249]。
- 7月28日：下午，武汉中车株机轨道交通装备有限公司厂区内，武漢地鐵7號線江夏紙坊線的一列測試列車出軌翻側，列车前3节车厢脱軌损坏，事故造成兩人輕傷和一人輕微擦傷。[250][251][252][253]
- 7月30日：
  - 媒體陸續揭發江西省今年夏天开始全面推动殡葬改革，要求死者必须火葬。不少地区派出公安警察和政府官员强行摧毁坟墓，抢夺棺材，不但引起民众的反弹，部分官方媒体也提出质疑。有成百上千副被奪棺木，集中堆放被挖掘机一锤锤捣毁[254][255]。
  - 廣州工運人士沈夢雨等14名深圳佳士科技工人建会声援团的成员在坪山区政府前向區委書記遞交公開信要求释放被拘捕的工人，後被警方带到派出所调查[248][256]。
  - 浙江杭州競舟路，傍晚發生私家車撞途人事故，時一輛小轎車突然直接剷上行人道，10幾個行人被掃倒，截至晚8時許，送往同德醫院的傷員中，醫院確認有2名傷員死亡[257]。
- 7月31日：
  - 江西吉安市公安局指挥中心大楼附楼起火，过火面积约400平方米。吉安市公安局是江西“抢棺抢尸”較為严重的部門，有网友認為是报应，也有人称不排除有人愤而纵火[254][258]。
  - 《华夏时报》报山东省疾病预防控制中心免疫所所长宋立志意图注射超量胰岛素自杀，正在山东省立医院ICU病房抢救当中，尚未脱离生命危险。宋是前阵出事故的长生生物中标百白破疫苗的评标委员会五名委员之一[259]。但也有报道称宋立志只是由于糖尿病住院[260]。
  - 广西扶绥县警方派千余防暴警察到縣內昌平乡木民村，抓捕部分主力反對當地开采矿山的村民，带离时遭到其他村民的抵抗，在警方车队驶离木民村後，百余名村民跟着警方的押送车，打算到县政府讨说法，一直走差不多四公里後在县长沙大桥又起冲突，其後有180多村民被捕，当晚有45人獲釋[261][262]。

### 8月
- 8月1日：
  - 苏州四大行同步实行新政策，会向在5年内提前还房贷的客户收取违约金[263]。
  - 辽宁沈阳沈北新区一养殖场的生猪发生疑似非洲猪瘟疫情，存栏383头，发病47头，死亡47头[264]。
- 8月2日：清華大學校友向校長邱勇發出呼籲書，要求解除胡鞍鋼的國情研究院院長和教授職務，因其在2017年的美中两国综合势力比较报告中，指中国综合国力早已超出美国，論調引起校友不滿擔憂誤國誤民。截至晚間最少有1000人參與聯署，其中大部分是清華舊生，亦有在讀學生和數名外校人士[265][266]。
- 8月3日：经中国动物卫生与流行病学中心检测，确诊辽宁沈阳沈北新区一养殖场发生非洲猪瘟疫情，下午沈北新区委宣传部工作人员介绍，疫區内已有913头猪被全部撲殺和無害化處理，消毒工作全面展開，扑杀工作仍在继续，养殖场方圓3公里的區域已封鎖；出入人員、運輸工具及有關物品必須接受消毒[267][268]。
- 8月5日：歷經23年的兩岸溝通談判，兩岸正式通水，福建省正式向中華民國金門縣供水，水源來自晉江[269][270]。台灣陸委會鑑於中國大陸打壓致台中市東亞青運遭停辦，曾希望金門縣暫緩通水典禮，但金門縣政府如期舉行「見證儀式」，但就不採用「通水典禮」名稱，中央政府則不派官員參加[271][272]。
- 8月6日：
  - 持续的高温天气，导致辽宁大连等周边沿海的（养殖）海参大面积死亡。辽宁省海洋渔业厅初步统计数据显示，受灾面积95万亩，损失产量6.8万吨，直接经济损失达68.7亿元。大连瓦房店市海参协会会长王明利说，据不完全统计，目前本市受损的养殖户可达近一千户，有的养殖户损失达数百万甚至上千万元。不光是大连，辽宁沿海和河北、天津等地也有不同程度的海参死亡[273]。
  - 北京一对年仅8岁的双胞胎姐妹裴元瑾、裴元桐，5日中午与妈妈到山东省青岛市旅游时，在黄岛区沙滩离奇失踪，公安连夜搜索后，先后发现两人已经身亡[274]。
- 8月7日：据报中石油针对2018年11月到2019年3月的冬季天然气购销制定新的定价策略，拟对部分用户提价高达40%。其中对东部非管制资源不区分居民与非居民，在基准门站价格基础上上浮38%；南方上浮40%。针对直供电厂和工业用户，在全国范围的定价基本一致：合同量内执行该省基准门站价上浮22.7%[275]。
- 8月8日：
  - 黑龍江樺南縣政府發出通報證實，縣種畜場四分場石磊肉羊育肥場出現疑似羊炭疽疫情，255只羊遭扑杀。事發的三道崗鎮多條村已被隔離，有身處當地的網民稱，當地現時禁吃豬肉、牛肉及羊肉。據報七台河市桃山區有4人染病，目前在哈爾濱市接受治療。而截至周二全省共有9人確診皮膚型炭疽病，其分別來自七台河市、佳木斯市、哈爾濱市、大慶市及雞西市，其中一人已康復出院，其餘人則情況穩定[276][277]。
  - 由上海师范大学相关人士处获悉，原定10日在该校举办的有关慰安妇问题的国际研讨会因中国政府的要求而停办。有分析认为，12日正值《日中和平友好条约》缔结40周年，此举是顾及到了日方[278]。
- 8月9日：重庆市纪委官网官方通报，渝北区委原常委吴德华因为“购买、私存反动杂志”“加入非法组织，企图自创歪理邪说”等被“双开”[279]。
- 8月11日：深圳佳士工運聲援團核心人物沈夢雨被3名自稱其親戚的男子帶走後失聯[280]。
- 8月14日：江苏省委机关报《新华日报》刊文建议设立生育基金制度，以实现二孩生育补贴的自我运转，建議針對40岁以下公民在每年工资中徵收一定比例的生育基金，當家庭在生育第二胎及以上时申取當作生育补贴，而如公民未生育，资金只能退休时才可取出[281]。
- 8月15日：85度C洛杉磯門店接待蔡英文訪問后遭受压力，是日南安市场监督执法人员对85度C南安門店、水头門店进行检查施压，被责令做出整改[282]。而其更被包括饿了么、口碑、美团、大众点评、百度外卖、百度糯米等多家网络平台下架，无法搜到相关外卖或点评信息[283]。
- 8月16日：
  - 郑州双汇屠宰场发生非洲猪瘟疫情，病死猪只来自黑龙江佳木斯，郑州市政府下达封锁疫区命令维持6周，禁止所有生猪、易感动物及产品进出[284]。
  - 中共中央政治局常務委員會召開會議，同意對逾四十名涉及長生公司問題疫苗事件的黨政幹部的處分，其中吉林省副省長金育輝被免職，吉林省政協副主席李晉修被責令辭職，長春市市長劉長龍、国家市场监督管理总局副局長畢井泉被要求引咎辭職，吉林省委常委、延邊朝鮮族自治州州委書記姜治瑩以及國家藥監局局長焦紅被要求作出深刻檢查。另決定中央紀委、國家監委對原食品藥品監管總局副局長、原衛生計生委副主任吳湞進行立案審查調查[285]。
- 8月19日：受第18号台风温比亚影响，是日至20日，山东弥河流域经历自1974年以来最大洪峰，据报青州、临朐的冶源水库、淌水崖水库、黑虎山水库未有向下游地区预警与疏散下直接泄洪，令寿光沿岸多个村庄遭遇河水倒灌，大量民居、农田、大棚及养殖场等损失惨重[286][287]。
- 8月21日：在济南开往北京的G334次列车上，男子孙赫霸占某女乘客高铁列车座位的视频被发到网上，引起网民的强烈愤慨。[288]
- 8月24日：
  - 8月24日清晨五点，大批持盾防暴警察將約十名佳士工人與广东深圳建会工人声援团的五十名聲援學生帶走[289]。现场学生发出两段小视频后声援团成员全体失联。[290][291]
  - 未成年人 (青少年) 節目管理規定在網上發布，對外徵求意見一個月。規例除列明禁止介紹電子遊戲外，還包括：不能歪曲民族歷史或者民族歷史人物；不能過分強調或者過度表現財富、家庭背景、社會地位等。規例又要求，青少年節目應避免成人化和過度娛樂化；不能誘導青少年談論名利、情愛等話題；不能宣揚童星效應或者包裝、炒作明星子女等[292]。
- 8月25日：
  - 浙江省温州市乐清市一名女大学生在乘坐滴滴出行顺风车时，遭到司机钟某的强奸并杀害。钟某在次日落网，滴滴公司因在安全措施和事件处理上不妥当、不及时，引发了社会舆论的谴责与持续关注[293][294][295]。
  - 黑龙江省哈尔滨市松北区北龙温泉休闲酒店凌晨发生火灾事故，至少造成20人死亡、23人受伤[296]。
  - 广西桂林帝禾大酒店的第二十一届中国计算机辅助设计与图形学大会暨第十一届全国几何设计与计算学术会议晚宴出现集体食物中毒，当晚出席的五百余人在宴后陆续出现腹泻、呕吐、发烧等症状，100多人分别被送往桂林市多家医院治疗。截至8月27日18时，仍有20人留院观察[297]。
- 8月27日：江苏昆山发生一起命案，一辆宝马汽车与一辆电动车骑车人发生纠纷，宝马车下来一名男子持刀挥砍骑车男，刀脱手飞出后被骑车男捡起还击，反被砍身亡。事件曝光后引发骑车男是否属于正当防卫、持刀纹身男子涉黑嫌疑等热议[298][299][300][301][302]。9月1日，昆山市公安局发布通报，经公安机关侦查并商请检察机关提前介入，认定于海明行为属于正当防卫，不负刑事责任，未发现刘海龙（死者）有涉黑犯罪行为[303]。多名律师观点认为，认定正当防卫后，于海明法律上也无需承担民事赔偿责任[304][305]。
- 8月28日：广东省江门新会区尼龙生产企业“美達錦綸股份有限公司”一名24岁员工的家长在微信公众号撰文，引起强烈反响。文章控诉公司在没有提供防护设备的前提下指派该员工进行危险工作，酿成己內酰胺严重烧伤的事故后，没有立即将员工送往医院治疗并隐瞒事故情况，导致员工身亡。事后，美达股份发布公布回应称工伤事故纯属意外，未耽误送院时机，建议走法律途径协商赔偿事宜[306][307][308]。

### 9月
- 9月1日：
  - 湖南省耒阳市政府将原就读于城区公立小学的部分学生分流至郊区一间私立小学就读，而且该私立学校的教室在8月底刚刚粉刷完毕，甲醛严重超标。一些学生家长因不满此事到市委大楼抗议，随后引发警民冲突，30多名警察不同程度受伤[309]。
  - 廈門大學召開會議，認定校內一歷史系助理教授在微博批評中國人及儒家思想低劣等，不符廈門大學教師身分，更指損害黨和國家形象及傷害國人感情，逾越師德師風底線，決定將其解僱[310]。
- 9月2日：
  - 下午，北京师范大学举行《中国影视明星社会责任研究报告(2017-2018)》发布会。該報告中包含有一项“影视明星社会责任指数”，平均分仅为29.9分。其中徐峥得分最高，为78.08分；范冰冰与陈赫二人则排名最末，均得0分[311][312]。
  - 针对网传刘强东在美国明尼阿波利斯涉嫌性侵而遭当地警方逮捕一事，京东方面发布官方声明称该指控不实[313]。
  - 中国游客瑞典旅舍事件发生，中国大陆游客曾某携其父母在瑞典旅游时提前抵达了斯德哥尔摩一家旅舍，因住宿问题与旅舍产生了冲突，之后被当地警方带离旅社。曾某指责其在整个事件中受到了虐待，并要求瑞典方面道歉赔偿。经媒体曝光后，事件迅速发酵，引发了各种关注与争论，同时在中国与瑞典之间引发外交风波[314][315][315]。
- 9月3日：
  - 京东对媒体表示刘强东已被当地释放，且已回到中国正常工作[316]。
  - 江西省万安县部分学生在吃完学校提供的午餐后腹痛，其中3名学生被诊断为食物中毒和急性肠胃炎。万安县决定从翌日起，暂停原中标企业（珍百味公司）统一供餐，改为学校自主供餐[317]。
- 9月5日：非洲猪瘟(African Swine Fever)疫情在多個省市爆發，四个省份據計撲殺超過2.4萬頭生豬。聯合國糧農組織召開亞洲九國專家緊急會議，以防疫情蔓延到周邊國家[318][319]。
- 9月6日：
  - 浙江省一31岁女子因投资P2P平台被骗近30万元，维权时又遭到警察暴力对待而选择自缢，其遗书内容在网上引发强烈反响[320]。
  - 《证券日报》报道称范冰冰已被控制，正在接受调查。该报称范冰冰不仅利用“阴阳合同”逃税，还涉嫌参与有关银行违规放贷及腐败案件，将会面临法律制裁[321]。
- 9月7日：香港富商刘希泳于2017年4月遭到来自吉林延边9名检察官刑讯逼供后死亡案在天津市第一中级人民法院开庭。刘希泳之妻，央视主持人刘芳菲怀抱其遗像出席旁听[322][323]。
- 9月8日：《纽约时报》报道，马云在接受该报采访时表示，他将于下周一（9月10日）辞去阿里巴巴集团董事长职务，投身教育慈善事业。但随后阿里公关部人士否认这一消息，并表示如果真有这样的计划肯定会正式对外界宣布[324]。
- 9月9日：针对媒体披露百度推广民营“上海复大医院”，造成多名欲前往“复旦大学附属医院”就诊的患者受骗一事，百度官方微博发布声表示歉意，并表示将持续推进公立医院品牌保护项目，保护之后搜索相关关键词将不会出现商业广告[325]。
- 9月10日：马云发表公开信，表示他将于2019年9月10日起不再担任阿里巴巴集团董事局主席，届时由现任集团CEO张勇接任[326]。
- 9月11日：陝西省延安市公安通報指，西安鄠邑區一薛姓男子9月9日在中心街美尚城主持宣傳活動。在現場互動中唱兒歌《一分錢》時把「對我把頭點」改成「買了一包煙」(也有網民指被改成「放進包裏面」），諷刺某些警察中飽私囊，被認定為「改編為帶有明顯侮辱人民警察的內容，公然向現場眾多圍觀群眾演唱，造成惡劣影響」。薛姓男子因而被警方以尋釁滋事罪名行政拘留5日[327]。
- 9月12日：
  - 晚8時許，湖南省衡東縣洣水镇滨江广场發生车辆冲撞人群後，司機下車拿摺疊鏟、匕首斬人的案件。截至13日10時，该事故共导致11人死亡，44人受伤[328][329]。肇事司機此前曾多次入獄[330]。
  - 英国说唱歌手Dua Lipa上海晚间演唱會，据现场歌迷反映，演唱会期间保安不让歌迷站起来听歌，保安大骂歌迷还向其竖中指，最后多名保安上阵将歌迷拉拽抬离现场并摔在地上，现场一度混乱，Dua Lipa在台上有注意到场下的情况，交涉无果，最后在演唱会结束时，更在台上落泪[331][332]。
- 9月14日：一辆向刚果首都方向行驶的汽车在布拉柴维尔以北约70公里处遭遇枪击，车上人员3死1伤，其中2名死者为木业公司中国籍员工。另一人是刚果人[333]。
- 9月15日：中央电视台电视评论栏目《焦点访谈》播出专题节目，披露台湾军情局三名间谍人员哄骗利诱大陆交换生，要求对方提供间谍情报的案件，不过节目仅提到涉事的交换生被追究法律责任和批评教育，至于台湾间谍人员是否被捕没有提及[334][335][336]。
- 9月16日：第22号超强台风山竹于下午5点在广东省江门市台山市海宴镇登陆，登陆时中心附近最大风力14级，中心最低气压为955百帕[337]。
- 9月20日：广电总局在20日推出《境外視聽節目引進、傳播管理規定》及《境外人員參加廣播電視節目製作管理規定》草案，進行1個月諮詢徵求意見，禁止「境外人員」、台港澳藝人、主持人任電視節目或廣播主持，而且電視劇中男、女主角，以及編劇、導演不得同為境外藝人，境外節目播出時間不得超過當天總播出時間30%，以及不得在晚7點至10點黃金時段播出。台港澳藝人言論自由和政治立場也會受影響，新規定要求「境外人員」應尊重、維護中國統一，言行需「得當，積極向上」。有關舉動被批評中國當局企圖擴大限娱令。[338][339]
- 9月22日：
  - 梵蒂岡與中國雙方宣布已就主教任命問題簽署臨時協議，中國將首次承認教宗的天主教領袖地位，今後中國將向教廷提出自行選出的主教人選，由教宗確認或否決。教廷亦隨即宣布教宗承認七名由中方單方面任命的主教[340][341]。
  - 湖南省益阳市城市学院发通报，称该校土木工程学院2018级新生王栋，因发表不当言论辱国造成严重影响，决定取消其入学资格。取消王栋入学资格的消息传开后，多位社会知名人士，包括学者于建嵘、资深律师迟夙生，都立即在朋友圈发表言论，对校方的做法提出批评[342]。
- 9月23日：广深港高速铁路香港段首班列车G5736次从香港西九龙站发车，前往深圳北站，广深港高铁香港段正式投入运营，标志着广深港高铁全线正式开通运营。[343]
- 9月25日：「懿丹野保特攻隊」和「天津護鳥志願者聯盟」在天津東麗區濱海國際花卉科技園區內，發現2間對候鳥「非法催肥」的穀倉，警方接報後進入穀倉內搜查，據計查獲多達4107個裝滿候鳥的養殖箱，估計被活捉當野味出售的候鳥和野鳥超過12萬，當中不少已經死亡、屍體遍佈穀倉地板。其中包含黃眉鵐、栗鷢，以及被世界自然保育聯盟 （IUCN）列為極危物種的黃胸鵐（禾花雀，Emberiza aureola）[344]。
- 9月27日：汉中市人民检察院对血亲复仇的陕西汉中2·15杀人案犯罪嫌疑人张扣扣以故意杀人、故意毁坏财物案提起公诉[345]。
- 9月30日：美國海軍迪凱特號導彈驅逐艦在中國南海島礁鄰近海域航行，中國解放軍海軍170艦迅速行動並對美艦予以警告驅離，有報道指兩艦最近時雙方距離僅有約13米，美軍發言人指中方行為迫使美艦需大動作迴避以防碰撞，斥責解放軍危險及不專業[346][347]。中國外交部強烈敦促美方立即糾正錯誤，停止此類挑釁行為[348]。

### 10月
- 10月1日：外媒曝光進出新疆火車票停售的原因，指當局將原關押於再教育營的少數民族通過列車全面運送至鄰近省份，移轉人數高達2、30萬人[349]。
- 10月4日：一艘载有4名在务工中国人和1名中非青年的船只在中非西南部城市索索－那孔波行驶途中倾覆，中非青年失踪。幸存中国人前往当地宪兵队报案时，遭一伙暴徒袭击，３死１重伤。当地宪兵队同时遭到围攻和洗劫。
- 10月5日：法國警方披露，居住在里昂的國際刑警組織主席、中國公安部副部長孟宏偉之妻向當地警方報案稱孟於9月底回中國後失蹤，現警方正在調查此事[350]。
- 10月15日：江苏扬州杭集镇中心广场，拆迁队早上在清拆一店铺时，闻讯赶到的店东夫妇被大量穿着拆迁人员包围与拉扯，有拆迁人员手持木棍。男店主被二三十人拿军大衣围起来摁在地上群殴。男店主后挣脱上车，在多人用砖块石头打砸车辆期间，车辆启动撞向拆迁队。扬州市委宣传部发布通报称，事件造成1死9伤。男店主事后被控制，公安机关正在调查[351]。
- 10月19日：中國股市近期出現明顯波動和下滑，国务院副总理刘鹤回答記者問題時稱這些波动和下滑是由诸多因素造成的；中美贸易摩擦对市场也造成了影响，而心理影响大于实际影响。他並說中国正在成为最有投资价值的市场。[352]
- 10月20日：
  - 中國自主研發的首款大型水陸兩棲飛機AG600完成首飛[353]。
  - 下午，云南云鹰通用航空有限公司一架小型飞机在新疆巴音郭楞蒙古族自治州轮台县失事坠毁，机上两人遇难[354]。
  - 晚上11点左右，山东省能源集团龙矿集团龙郓煤业有限公司1303泄水巷掘进工作面附近冲击地压事故，造成约100米范围内巷道出现不同程度破坏。[355]21人死亡[356]。
  - 加纳西部省瓦萨地区发生一起枪击案，来自中国广西上林地区的一名吴姓嫌疑人因口角，开枪打死2名广西上林老乡，并重伤1人。警方从案发现场带走部分中国公民。
- 10月21日：3时许，1艘运砂船因风浪在辽宁葫芦岛绥中县三道岗附近海域翻沉，[357]船上2人获救9人失踪[358]。
- 10月23日：19时许，G5京昆高速公路雅安往成都方向1917KM+350M处4车相撞，其中一车燃烧。8人死亡，6名轻伤。
- 10月24日：
  - 計劃30年、歷時9年興建的港珠澳大橋正式通車。開通儀式23日在珠海舉行，習近平、韓正、劉鶴、林鄭月娥和崔世安等人出席儀式。
  - 總投資約339億元人民幣的粵港澳大灣區水利工程「珠江三角洲水資源配置工程」首個試驗段貫通，工程把西江水系向珠三角引進，解決穗、深、莞的缺水問題，亦為香港等地提供應急水源[359]。
  - 習近平到深圳、廣州、珠海橫琴等地考察，是他時隔6年再南下廣東。[360][361][362]
- 10月26日：9时30分左右，重庆市巴南区鱼洞新世纪幼儿园14名儿童在做完早操由老师带领返回教室途中，被一名站在园门口的中年女子持刀砍伤[363]。
- 10月28日：
  - 10时8分，重庆市万州区一辆22路公交车在长江二桥上越过道路中线与一辆红色轿车碰撞后冲出护栏坠入长江，造成15人死亡[364]。据事后调查，事故乃公交车上一乘客因错过下车地点而与司机发生争吵、互殴所致[365]。另外，在事发初期，多家媒体将事件原因误报为“红色轿车司机在桥上逆向行驶”[366][367]。
  - 17时50分许，位于天津市大港开发区的中外运长航5号仓库发生火灾。火灾于次日凌晨3时50分许被扑灭[368]。
- 10月31日：
  - 上午，山东省大数据局挂牌成立。据了解，此次履新山东省大数据局局长的马越男此前任山东省食品药品监督管理局局长、党组书记，今年9月山东省曾对不合格疫苗问题涉及单位及相关人员予以问责，其中就包括了马越男[369]。
  - 晚23时28分，在万州坠江的公交车打捞出水[365]。

### 11月
- 11月1日：
  - 习近平主持召开民营企业座谈会并发表重要讲话，强调毫不动摇鼓励支持引导非公有制经济发展，表示“民营企业和民营企业家是我们自己人”。[370][371]
  - 深圳華僑城歡樂谷「歡樂幹線」纜車發生輕微追尾事故，上午11時許，一纜車行駛途中疑因前車故障停車導致首尾相撞，2人受傷較嚴重，送往香港大學深圳醫院檢查。[372][373]
- 11月3日：
  - 6时40分许，兰考县河南鑫宏保温材料有限公司生产过程中爆燃，造成8人死亡1人受伤[374]。
  - 19：21，G75兰海高速临洮到兰州方向距离兰州南收费站200米处，一辆货车失控从收费站冲下连撞31辆车[375]。15人死亡44人受伤[376]。
- 11月4日：凌晨1时13分，位于福建省泉州市泉港区南埔镇肖厝村的东港石化码头在执行工业用裂解碳九装船作业时发生泄漏，共漏出6.97吨[377][378]（后续于25日的通报会，称之前瞒报，实际泄漏量为近十倍的69.1吨[379]）。该事件造成当地多位村民出现不适住院，另外还有渔排下沉，水产品逃逸、死亡等经济损失[380]。
- 11月5日：首屆中國國際進口博覽會在上海開幕，習近平在開幕式上演講，他表明中國將在五方面加大力度，以進一步開放，包括擴大進口、持續放寬市場進入、支持自貿區發展、推動多邊合作和營造國際一流營商環境等，並宣佈增設中國（上海）自由貿易試驗區新片區。[381][382]
- 11月7日：15时许，河北省石家庄市新乐市金万泰有限责任公司造气车间烘炉燃爆，6死，2重伤，5轻伤[383]。
- 11月9日：15届56次广州市政府常务会议审议并原则通过了《广州综合交通枢纽总体规划（2018-2035年）》，當中提到把廣深港高鐵從廣州南站延伸至廣州市區，及將廣州站和廣州東站打造為中心火車站，「推動高鐵進城」，另外還計劃新增广河高铁、广清永高铁、广中珠澳高铁等線路，建設广州铁路对外十大战略通道，並增設白云机场高铁站。[384]
- 11月11日：
  - 福建福州闽江学院因校方出台禁止外买入校规定而引发「外卖风波」。
  - 有网友发文称“福利彩票发行管理中心14名领导贪污1360亿元”，这一说法在网上广泛传播。11月13日，北京青年报记者从驻民政部纪检监察组了解到，网传“中国福利彩票发行管理中心14名领导贪污1360亿元”为谣言，具体数据尚不便向社会公开。[385]
- 11月15日：
  - 俄罗斯联邦技术调节与计量署对中国奇瑞SUV瑞虎3汽车所进行的碰撞安全试验结果，这款汽车不符合俄罗斯的汽车安全标准，勒令停止销售[386]。
  - 路透社报道15国驻华大使联名起草了一封信函，要求就新疆再教育營的事情会见新疆自治区负责人。中国外交部发言人华春莹当天在记者会上说这超出了《维也纳外交关系公约》的授权[387]。信函由加拿大驻华大使馆牵头，其他国家包括英国、法国、瑞士、欧盟、德国、荷兰、澳大利亚、爱尔兰、瑞典、比利时、挪威、爱沙尼亚、芬兰和丹麦[388]。
- 11月17日：
  - 在巴布亞新畿內亞莫尔兹比港舉行之亚太经合组织工商領導人峰會上，中國國家主席习近平發表主旨演講，稱「走保護主義、單邊主義老路解決不了問題，還會加劇世界經濟不確定性……只有堅持開放合作才能獲得更多發展機遇……自我封閉只會失去世界，失去自己」[389]。另一邊廂，美國副總統迈克·彭斯批評中國實行重商主義的貿易政策，並且竊取知識產權[390]。
  - 第55屆金馬獎傅榆言論倾向台独引發争议。
- 11月20日：杜嘉班纳上海大秀广告片惹歧视华人争议，上海大秀取消。
- 11月22日：12时15分辽宁省葫芦岛市建昌县第二小学门前一男子驾车冲撞过路人群案件，6人死亡，17人受伤。
- 11月23日：中国驻卡拉奇领事馆發生自殺式襲擊事件，3名襲擊者喪生，另外2名巴基斯坦警員、2名平民死亡。俾路支解放軍承認責任並聲稱施襲目標正是中國大使館。
- 11月26日：《人民网》發表題為《世界首例免疫艾滋病的基因编辑婴儿在中国诞生》的报道，一对名为露露和娜娜的基因编辑婴儿于中国健康诞生，她们出生后即能天然抵抗艾滋病，報道說這是世界首例免疫艾滋病的基因编辑婴儿[391]。消息震驚學術界，進行研究的南方科技大学生物系副教授贺建奎被校方批評嚴重違背學術倫理及規範，將他停薪留職[392]，但据悉贺早在2018年2月被停薪留職。
- 11月28日：
  - 河北张家口市桥东区河北盛华化工有限公司附近发生爆炸起火事故，公安消防現場搜救確認最少22人死亡，22人受傷[393]。經初步調查，事故原因为运输危险品大货车爆炸，引起化工厂周边车辆连环爆炸燃烧[394]。
  - 知名歌手陈羽凡因吸毒、非法持有毒品，于11月26日被拘留，因吸毒一同被拘留的还有25岁女性何某某[395]。
- 11月29日：中国电视剧编剧委员会会长刘和平晚間透露，上午部分编剧委员会会员和国家税务总局高层沟通时，对方明确要求编剧行业会“补交”三年“应纳未纳税款”，按2002年国税字52号文件缴纳16%税款，未足16%就要补足。多家编剧工作室表示，已经收到补缴税额的通知，其中上海一编剧工作室称收到的口头通知是按20%左右比例补缴。消息引发影视行业悲号，业内各协会正在广电总局和税务总局沟通[396][397]。

### 12月
- 12月1日：中美两国元首在二十国集团峰会上达成临时“停火”共识，同意2019年不再额外加徵关税，将在90日内完成后期谈判[398][399]這是中美元首在貿易戰以來首次會晤。
- 12月5日：
  - 浙江省公布高考英语考试成绩加权赋分事件调查结果，宣布取消这次考试的加权赋分并恢复原始得分，同时，责令浙江省教育厅厅长、党委书记郭华巍免职，责令浙江省教育考试院党委书记王玉庆免职并由浙江省监察委立案审查，而院长孙恒予被诫勉谈话，纪委书记陈煜军被监察组立案审查[400]。
  - 四川省乐山市夹江县焉城镇一辆3路公交车行至迎春南路时因不明原因导致爆炸，车辆玻璃碎裂，17名人员受伤，现场无人员死亡。警方通缉了案发时疑似在公交内投掷爆炸物的44岁男子卢仕兵[401][402]。
- 12月6日：
  - 华为副董事长兼首席财务官、创始人任正非的大女儿孟晚舟被传出因公司涉嫌违反美国对伊朗的制裁协议，加拿大应美国政府要求逮捕了她，她将面临美国纽约东区联邦地区法院的指控[403]。中华人民共和国驻加拿大大使馆表示坚决反对并强烈抗议，已向美国、加拿大提出严正交涉，要求恢复孟晚舟人身自由[404]。
  - 深圳市罗湖区螺岭外国语实验学校发出告示，对申请入学家庭提出住房购买年限和居住年份的限制条件。住房面积在50平米以下的家庭，子女入学会受限制。目前学校已经取消该公告[405][406]。
- 12月7日，隶属于中共中央宣传部的咨询议事机构网络游戏道德委员会在北京正式成立[407][408]。
- 12月8日：中国探月工程第二阶段的登月探测器嫦娥四号于西昌卫星发射中心由长征三号乙改进Ⅲ型运载火箭发射升空[409][410]。
- 12月9日：中国基督教地下教会“秋雨聖約歸正長老教會”傍晚6时遭遇成都警方的搜捕，包括创办人王怡在内的逾百名大批牧师和会众遭到逮捕，部分会众称遭到警方暴力虐待，另有人获释后被软禁在家[411][412]。
- 12月10日：高通公司宣佈福州市中级人民法院發佈初步禁令禁止苹果公司在中國市場進口和銷售多款iPhone手機，原因是苹果侵犯高通公司的两项专利，禁止的手機包括iPhone 6S、iPhone 6S Plus、iPhone 7、iPhone 7 Plus、iPhone 8、iPhone 8 Plus和iPhone X[413]。蘋果公司回應說「中國消費者仍可買所有型號的iPhone」及稱已向法院申請複議[414][415]。
- 12月14日：湖南省双牌县人民法院对“善心汇事件”主犯张天明等人组织、领导传销活动，聚众扰乱公共场所秩序案一审公开宣判，其中张天明被判处有期徒刑十七年，并处罚金一亿元[416][417]。
- 12月15日：河北省廊坊市城管局发出《关于做好圣诞节期间执法监管工作的通知》，要求执法人员全面取缔沿街摆放的圣诞树、圣诞老人等圣诞节相关物品，同时清理沿街商铺设置的与圣诞节相关的橱窗贴画和灯箱广告等，要求政府人員在12月23日、24日和25日檢查全市的商場和街道，確保不出現聖誕裝飾，引起外界关注[418][419]。
- 12月16日：
  - 12时46分，四川省宜宾市兴文县发生5.7级地震[420][421]。
  - 17时许，广州市越秀区警方接获报警，在一德路大同坊北座对出有一男子坠楼。经调查，事件为某服装店女老板怀疑其员工盗窃仓库内衣物，而在事发前与男友及另外4名男子到9楼仓库找到该员工质问，涉嫌非法禁锢与暴力伤人，其间员工从仓库阳台坠楼[422]。
- 12月17日：山西省阳泉市住房和城乡建设管理局、公安局官方称，在12月13日当地一网民通过抖音网络平台，发布配有“不恰当背景音乐”的城管巡逻短片，市局治安支队会同城区公安分局迅速对发帖人核查身份与锁定，并于当日上午以“在社交网络上侮辱执法人员”将其扣查，后对当事人作行政治安拘留5日[423]。
- 12月18日：中共十一届三中全会召开40周年之际，庆祝改革开放四十周年大会在北京人民大会堂举行。大会由国务院总理李克强主持，中共中央总书记习近平在会上发表重要讲话，回顧過去四十年的發展，高度肯定鄧小平的貢獻，並稱「將改革開放進行到底，創造新時代更大奇跡」[424]。100名改革先驱人物及10名获中国改革友谊勋章的外国人士获得表彰[425]。
- 12月20日：共享单车ofo小黄车陷入经营危机的消息传出后，大量用户在该公司北京总部外排队申请退还押金[426][427]。当天，中国执行信息公开网消息显示该公司和其创始人戴威收到了法院颁出的多条限制消费令，意味着戴威纳入了失信被执行人黑名单[428]。
- 12月21日：西安医学高等专科学校应众多家长要求学校于是日中午放假，直至明年开学，期末考试将推至下一学期进行。此事缘于该校12月17日有一20岁学生患出血热病亡，家属称孩子此前曾多次提到宿舍有老鼠出没，陕西省疾控中心于20日派员到学校调查，未得出老鼠的采样检测结果[429]。
- 12月24日：安徽泗县官方宣传，本县黄圩镇中心学校在升旗仪式上公开进行“抵制洋节 从我做起”的主题教育，部分学生进行了题为《伟大领袖毛主席》的国旗下讲话，校长董学丰作《圣诞节是中国人的耻辱》讲话[430]。而中国多个城市包括河北省的廊坊、霸州，贵州岑溪和广西梧州等的地方政府,在圣诞前夕整顿当地圣诞装饰。更有地方派员闯入商家店铺抢走或毁掉圣诞树和装饰[431][432]。
- 12月25日：福建省龙岩市35路公交遭到持刀歹徒胁持后，失控撞上行人路，至少5人死亡，21人受伤。事发当日，居委会干部到嫌疑人邱某家中为其父亲拍照办理优抚证，双方产生矛盾，邱某持刀杀人后劫持公交车撞人。[433][434]
- 12月26日：
  - 9時30分许，北京交通大学东校区2号楼因实验室内学生进行垃圾渗滤液污水处理科研试验时操作不慎发生爆炸，大火燃烧3个多小时，3名参与试验的学生死亡[435][436]。
  - 丁香医生发布文章披露天津权健自然医学集团严重虚假宣传、营销行为涉及传销手段等问题，但权健认为文章内容失实，是中伤诽谤，要求撤销文章并刊登道歉声明。丁香医生表示“不会删稿，对每一个字负责”[437]。
  - 濟青高鐵開通且試運營，首班列車於當日9:08分發出，由復興號CR400AF型電力動車組擔當。

- 12月27日：
  - 14时许，武汉一辆593路双层巴士在洪山区的白沙洲高架匝道撞上3米高的限高杆，造成2层乘客1死7伤[438]。
  - 下午举行的国务院新闻办公室新闻发布会上，中国卫星导航系统管理办公室主任、北斗卫星导航系统新闻发言人冉承其宣布：北斗三号基本系统完成建设，于今日开始提供全球服务。这标志着北斗系统服务范围由区域扩展为全球，北斗系统正式迈入全球时代。[439]

- 12月28日：
  - 经党中央、国务院同意，国务院正式批复《河北雄安新区总体规划（2018—2035年）》，雄安新区进入大规模发展建设新阶段。[440]
  - 广东公安执法信息公开平台[441][442]公布，韶关南雄公安局发出《韶雄公(网)行罚决字 [2019]1号》文件：朱某某被警方认为「擅自建立、使用非法定信道进行国际联网」而被警告并被罚款1000元。这一行政处罚的依据是1996年颁布的《中华人民共和国计算机信息网络国际联网管理暂行规定》第六条、第十四条。[443]

- 12月29日：京沈高铁沈阳至承德段正式开通运营。开通运行初期，将开行时速300公里的动车组列车。届时，沈阳到承德的动车组列车最短运行时间为2小时21分，比既有铁路列车最短运行时间压缩近9个小时。[444][445]

- 12月31日:
  - 中国国家统计局是日公布统计数据，显示2018年12月份中国制造业PMI为49.4%，这是制造业PMI2016年以来首次跌破50点临界点[446]。
  - 天津市西青区的三星通信工厂将停工关闭，该厂2000多名员工安置问题仍未解决[447]。

## 死亡
- 1月16日，刘中华，中国人民解放军开国少将，病逝，101岁[448]。
- 1月18日，丁广泉，相声演员，病逝，73岁。
- 1月25日，茅侃侃，青年创业家，在家中开煤气自杀身亡，34岁[449]。
- 2月1日，宿白，考古学家，病逝，96岁。
- 2月11日，孙枢，地质学家，病逝，85岁[450][451]。
- 2月12日，罗豪才，法学家、归国华侨、教育家和社会活动家，病逝，84岁[452]。
- 2月19日，張浚生，浙江大学党委书记、新華社香港分社副社長，心脏病去世，81岁。[453][454]
- 2月24日，杨汝岱，前中共中央政治局委员、中共四川省委书记和全国政协副主席，病逝，92岁[455]。
- 2月26日，李柏光，人权律师，肝癌骤逝，49岁[456]。
- 2月28日，陈小鲁，开国元帅陈毅将军之子，突发急性大面积心肌梗死逝世，72岁[457][458]。
- 3月3日，林虎，前中国人民解放军空军副司令员、中将，病逝，91岁[459][460]。
- 3月3日，耀先，中国人民解放军空军中将，林虎好友，病逝，91岁[461]。
- 3月7日，郝柏林，中国科学院院士，理论物理学家，病逝，83岁[462]
- 3月15日，黄文攀，游泳运动员，车祸，22岁[463]。
- 3月15日，凌云，中华人民共和国国家安全部首任部长，病逝，100岁[464]。
- 4月4日，李铮友，水稻育种专家，前云南省副省长，病逝，82岁[465]。
- 4月7日，李振， 山东省人大常委会原主任、党组原书记，病逝，94岁[466]。
- 4月10日，李大为，导演，47岁[467]
- 4月10日，李耀文，中国人民解放军海军上将、中国驻坦桑尼亚、马达加斯加大使，99岁[468]。
- 4月10日，吴南生，中华人民共和国政治人物，95岁[469]。
- 4月10日，杨贵，中华人民共和国政治人物、红旗渠总设计师，89岁[470]。
- 4月11日，李天，飞机空气动力学专家、中国航空工业第一集团公司沈阳飞机设计研究所研究员，79岁[471]。
- 4月12日，胡承志，古生物学和古人类学家、原地质调查所新生代研究室元老、中国地质博物馆研究员，101岁[472]。
- 4月16日，吕传赞，河北省政协原主席，85岁[473]。
- 4月20日，聂璧初，原天津市市长、天津市人大常委会主任，90岁[474]。
- 5月2日，王丹凤，演员，93岁[475]。
- 5月19日，郑张尚芳，语言学家，84岁[476]。
- 6月17日，赵南起，中国人民解放军上将，91岁[477]。
- 7月3日，王健，海航集团联合创始人、董事长，57岁。在法国阿维尼翁附近游览时因意外高坠抢救无效身亡[478]。
- 8月4日，张宝胜，气功大师，心脏病，58岁[479]。
- 8月6日，彭耀新，中共广东梅州市政法委书记，自缢，56岁[480]。
- 9月7日，常宝华，相声演员，病逝，88岁[481]。
- 9月7日，盛中国，旅日華僑小提琴家，演奏《梁祝小提琴协奏曲》最多的人，心脏病突发抢救无效去世，77岁[482]。
- 9月11日，单田芳，评书表演艺术家，病逝，84岁[483]。
- 9月15日，朱旭，演员，病逝，88岁[484]。
- 9月19日，布仁巴雅尔，歌手、作曲家，中国国际广播电台蒙语主持人，《吉祥三宝》演唱者，突发心梗去世，享寿58岁[485]。
- 9月20日，王梦恕，隧道工程专家、中国工程院中国工程院院士，享年80岁[486]。
- 9月28日，臧天朔，摇滚歌手，病逝，54岁[487]。
- 9月28日，师胜杰，相声演员，病逝，66岁[488]。
- 10月25日，李咏，节目主持人，癌症病逝，50岁[489]。
- 10月29日，王光英，光大集团董事长，病逝，100岁[490][491]。
- 10月29日，李希凡，红学家，原中国艺术研究院副院长，病逝，90岁[492]。
- 10月31日，陈创天，晶体材料学家，中科院理化所人工晶体研究发展中心主任，病逝，81岁[493]。
- 10月31日，侯芙生，炼油及石油化工专家，中国石化集团公司教授级高级工程师，病逝，95岁[494]。
- 11月4日，王焕玉，粒子天体物理学和空间探测领域专家，病逝，63岁[495]。
- 11月6日，邓起东，地震地质学家，中国科学院院士，病逝，80岁[496]。
- 11月7日，谢世楞，港口和海岸工程专家，中国工程院院士，病逝，83岁[497]。
- 11月10日，刘绪贻，历史学家，病逝，105岁[498]。
- 11月17日，程开甲，核武器技术专家，中国科学院院士，“两弹一星”的元勋，病逝，101岁[499]。
- 12月13日，袁木，前国务院发言人，国务院研究室主任，病逝，90岁[500][501]。
- 12月15日，二月河，本名凌解放，作家，心力衰竭，73岁[502][503]。